# Okay Airways
Okay Airways (em chinês: 奥凯航空公司) é uma companhia aérea com sede no distrito de Shunyi, Pequim, República Popular da China. Opera serviços de voos de passageiros e serviços de carga dedicados. Seus centros principais são o Aeroporto Internacional de Tianjin Binhai e o Aeroporto Internacional de Xi'an Xianyang, com um hub secundário no Aeroporto Internacional de Changsha Huanghua.

## História
A Okay Airways foi fundada em junho de 2004 e em fevereiro de 2005 recebeu uma licença de operação de transportadora de aviação da Civil Aviation Administration of China (CAAC). É a primeira companhia aérea do setor privado da China. O vôo inaugural da companhia aérea de sua base em Tianjin para Changsha foi em 11 de março de 2005, com 81 pessoas a bordo.

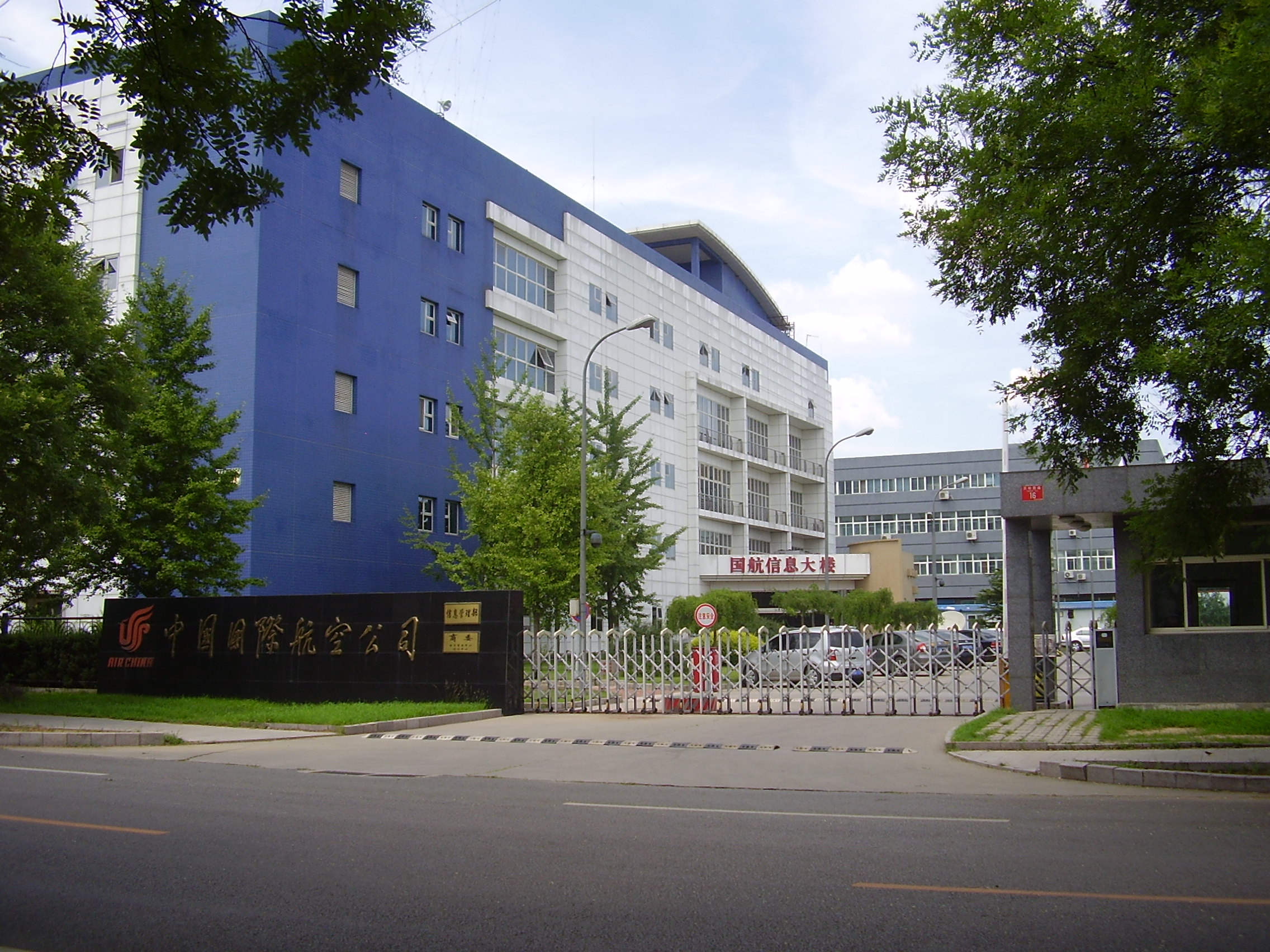
Sede da Okay Airways em uma instalação da Air China

A Okay Airways alugou três aeronaves Boeing 737-300F e iniciou os serviços de carga como parceira local da FedEx Express em março de 2007.
Os voos foram suspensos por um mês a partir de 15 de dezembro de 2008, devido a uma disputa entre a transportadora e seus acionistas.

## Frota

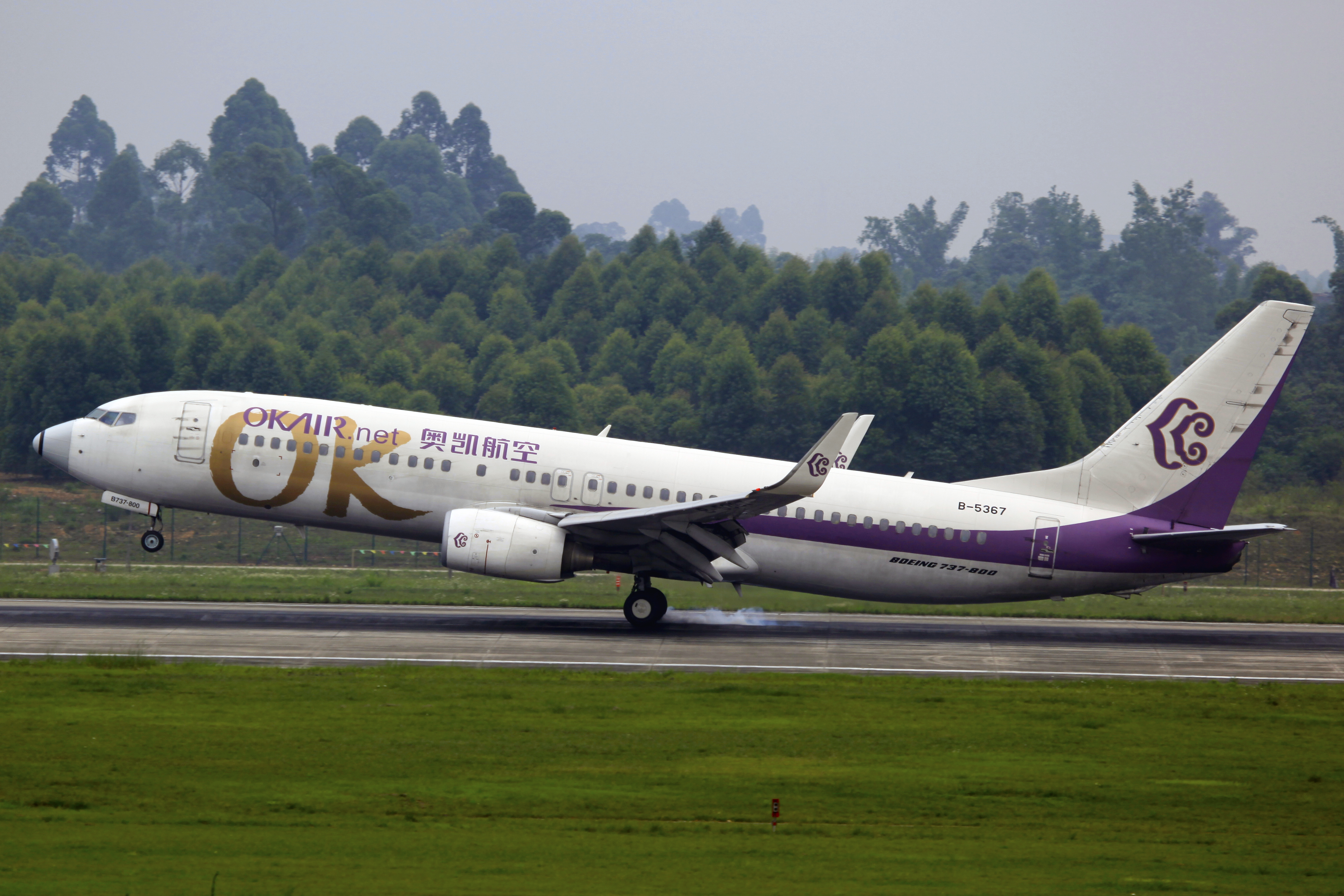
Boeing 737-800 da Okay Airways com cores antigas

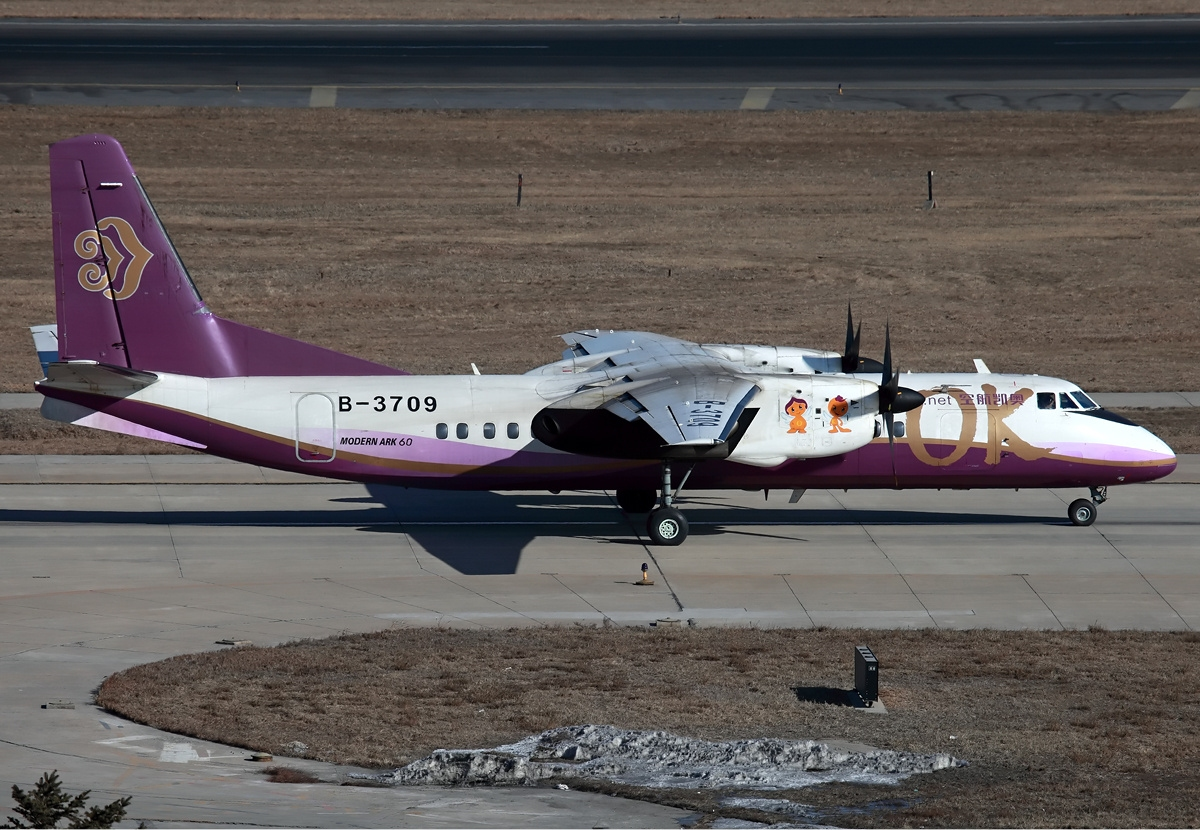
Xian MA60 da Okay Airways com cores antigas

Desde setembro de  2019, a Okay Airways operava as seguintes aeronaves:
| Aeronaves         | Em Serviço | Ordens | Passageiros | Notas |
| ----------------- | ---------- | ------ | ----------- | ----- |
| Boeing 737-800    | 20         | –      | 177         |       |
| Boeing 737-900ER  | 6          | 2      | 200         |       |
| Boeing 737 MAX 8  | 2          | 5      | TBA         |       |
| Boeing 737 MAX 10 | –          | 8      | TBA         |       |
| Boeing 787-9      | –          | 5      | TBA         |       |
| Boeing 737-400SF  | –          | 2      | Cargueiro   |       |
| Total             | 28         | 23     |             |       |